# Pinocchio (minissérie)
Pinocchio (Brasil: Pinóquio ) é uma minissérie de dois capítulos coproduzida pela Itália e Reino Unido. A minissérie também foi distribuída como telefilme. O primeiro episódio teve uma audiência de 7.7 milhões na Itália e o segundo 7.4 milhões. É baseada no livro Pinóquio de Carlo Collodi.

## Sinopse
Pinocchio é um boneco de madeira construído por Gepetto, um pobre e solitário carpiteiro de bom coração, que se torna uma criança de verdade através da mágica da Fada Azul. Após ganhar vida, Pinóquio então começa a aprender sobre o mundo e descobrir todas as suas belezas e contradições. Uma cativante história sobre pai e filho, que irão embarcar em uma aventura por lugares maravilhosos. Um conto de fadas que se tornará realidade.

## Elenco
- Robbie Kay ... Pinocchio
- Bob Hoskins ... Geppetto
- Alessandro Gassman ... Carlo Collodi
- Violante Placido ... Fada Azul
- Margherita Buy ... Laura
- Thomas Sangster ... Lampwick
- Luciana Littizzetto ... Grilo Falante
- Joss Ackland ... Mestre Cereja
- Francesco Pannofino ... Gato
- Toni Bertorelli ... Volpe